# Jun'ya Ogawa
Jun'ya Ogawa (小川 淳也, Ogawa Jun'ya), né le 18 avril 1971 à Takamatsu dans la préfecture de Kagawa, est un homme politique japonais. Ogawa est membre du Parti démocrate constitutionnel et membre de la Chambre des représentants du Japon depuis 2005.
Lors des élections législatives de 2005, Ogawa est candidat dans la première circonscription de la préfecture de Kagawa sous l'étiquette du Parti démocrate du Japon. Il est battu par Takuya Hirai, du Parti libéral-démocrate lors du scrutin uninominal mais est toutefois élu au scrutin proportionnel pour Shikoku.
En 2009, Ogawa se représente et bat Hirai au scrutin uninominal avec 52,2 % des voix (Hirai est toutefois élu au scrutin proportionnel).
En 2012 et 2014, il est encore battu au scrutin uninominal par Hirai mais élu au scrutin proportionnel.
Lors des élections législatives de 2017, Ogawa est de nouveau candidat et se présente sous l'étiquette du Parti de l'espoir. Il est de nouveau battu par Hirai (50,7 % contre 49,3 %) lors du scrutin uninominal mais est toutefois élu au scrutin proportionnel.
Ogawa rejoint le Parti démocrate constitutionnel en septembre 2018.